# Cymothoe primitiva
Cymothoe primitiva är en fjärilsart som beskrevs av Van Someren 1939. Cymothoe primitiva ingår i släktet Cymothoe och familjen praktfjärilar. Inga underarter finns listade i Catalogue of Life.